# Alékos Mikhailídis
Alékos Mikhailídis (en grec moderne : Αλέκος Μιχαηλίδης), né le 13 août 1933 et mort le 6 janvier 2008, est un homme politique chypriote.

## Biographie
Il fut ses études d'économie au Georgia Institute of Technology d'Atlanta aux États-Unis.
Il est le quatrième président de la Chambre des représentants entre 1977 et 1981. Le 28 février 1993, il est nommé ministre des Affaires étrangères du gouvernement de Gláfkos Klirídis jusqu'au 9 avril 1997.